# منی منتانا
منی منتانا (انگلیسی: Manny Montana؛ زادهٔ ۲۶ سپتامبر ۱۹۸۳) هنرپیشه اهل ایالات متحده آمریکا است.
از فیلم‌ها یا برنامه‌های تلویزیونی که وی در آن نقش داشته‌است می‌توان به به من دروغ بگو، پرونده سرد، سیاه کلاه، محکومیت و دختران خوب اشاره کرد.